# 두카티 멀티스트라다

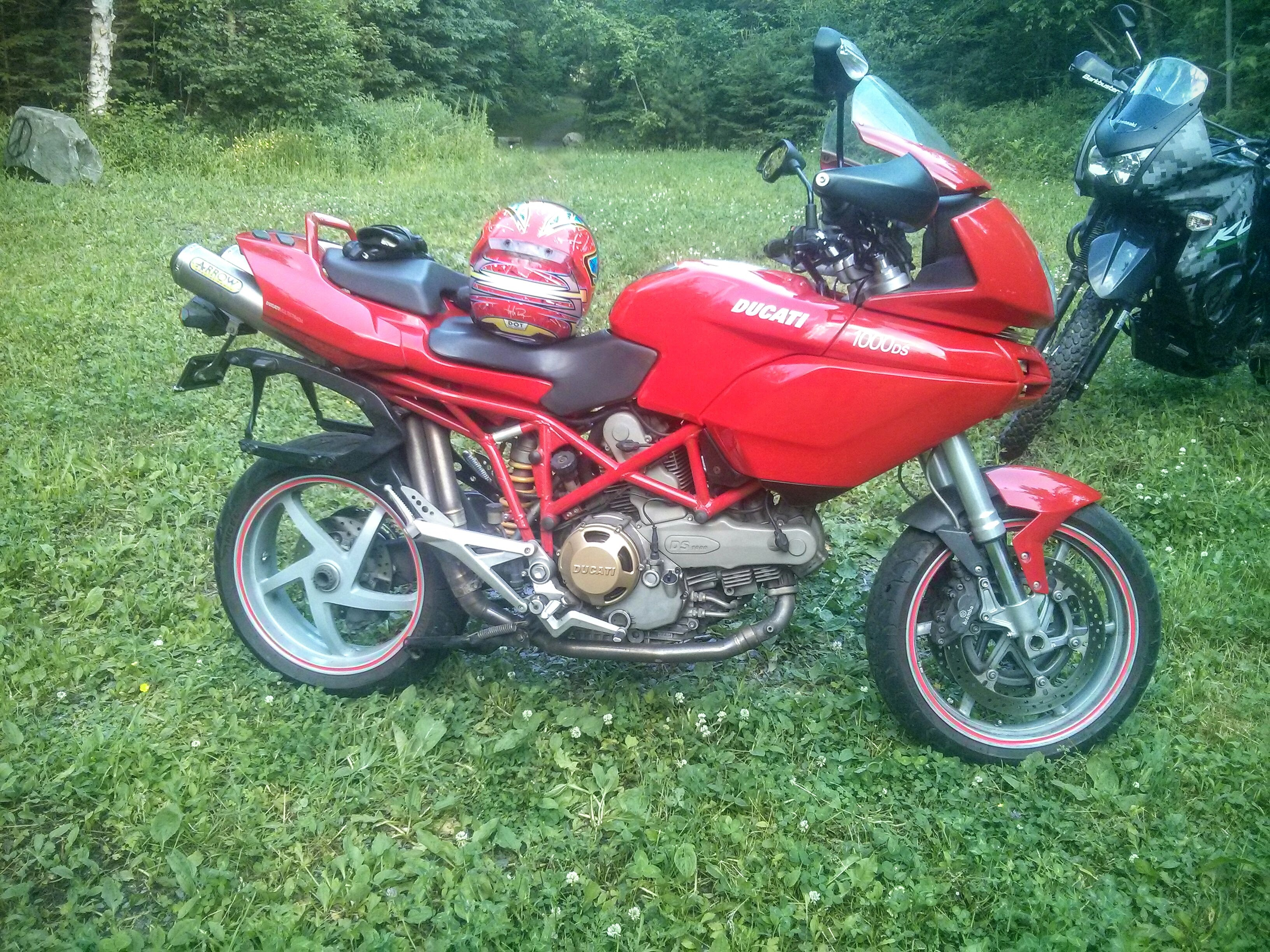
2006 멀티스트라다 1000DS

두카티 멀티스트라다(이탈리아어: Ducati Multistrada)는 V-트윈 엔진 및 V4 엔진 투어링에 중점을 둔 모터사이클 시리즈이다. 기본적으로 슈퍼모토와 스포츠 투어러의 하이브리드인 멀티스트라다는 BMW GS와 같은 다른 듀얼 스포츠 모터사이클과 시장에서 경쟁한다. 멀티스트라다의 첫 번째 버전은 야마하 TDM850처럼 오프로드 사용을 의도하지 않았으며 적합하지도 않았다. 이후 모델은 적절한 듀얼 스포츠 역할에 더 적합했다.
피에르 테르블랑슈가 그의 이전 디자인인 카지바 그란 캐니언의 진화로 설계한 오리지널 멀티스트라다는 비전통적인 미학으로 인해 엇갈린 평가를 받았다. 멀티스트라다는 이탈리아어로 "많은 길"을 의미한다.

## 평가
모터사이클 뉴스는 오리지널 멀티스트라다 1000을 "진정으로 다재다능한 모터사이클"이라고 묘사했지만, "작은 연료 탱크와 제한된 성능"으로 인해 아쉽다고 평했다. 모터사이클 컨슈머 뉴스는 멀티스트라다를 "오픈 스탠더드"로 분류했다.

## 모델
멀티스트라다 1000DS는 2003년에 출시되었다. 2005년에는 1000DS와 620이라는 두 가지 기본 두카티 멀티스트라다 모델이 있었고, 620 다크 엔트리 모델도 있었다. 2007년에는 멀티스트라다 1100과 1100S 모델이 있었다.

### 두카티 멀티스트라다 1000DS
2005년 두카티 멀티스트라다 1000DS는 992 cc 공랭식 90° V-트윈 엔진을 탑재했으며, 40도 밸브 각도를 가지고 있었다. 이는 두카티의 기존 엔진을 기반으로 하며, 트윈 스파크 플러그 헤드, 압력 공급식 플레인 캠샤프트 베어링, 재설계된 크랭크축, 더 높은 오일 압력 및 용량, 그리고 새로운 합금 클러치 바스켓, 구동 및 피동 플레이트를 특징으로 한다. 2006년 1000DS는 두카티의 상징적인 트렐리스 프레임을 사용하며, 전면에는 완전히 조절 가능한 165 mm 트래블 쇼와 포크가 장착되어 있고, 후면에는 싱글 사이드 스윙암과 쇼와 완전 조절식 리어 쇼크가 라이징 레이트, 높이 조절식 서스펜션 시스템과 결합되어 있다. 브렘보 "세리에 오로" 4 피스톤 브레이크 캘리퍼는 전면 및 후면 디스크 브레이크에 사용된다. 전면 320 mm 디스크, 단일 245 mm 후면 디스크, 그리고 스틸 브레이드 브레이크 라인이 전체적으로 사용된다. 디스크는 이제 오버사이즈 허브에 직접 장착되어 디스크 캐리어를 없앴다. 습식 중량은 504–505 lb (229–229 kg)이다.

### 두카티 멀티스트라다 620

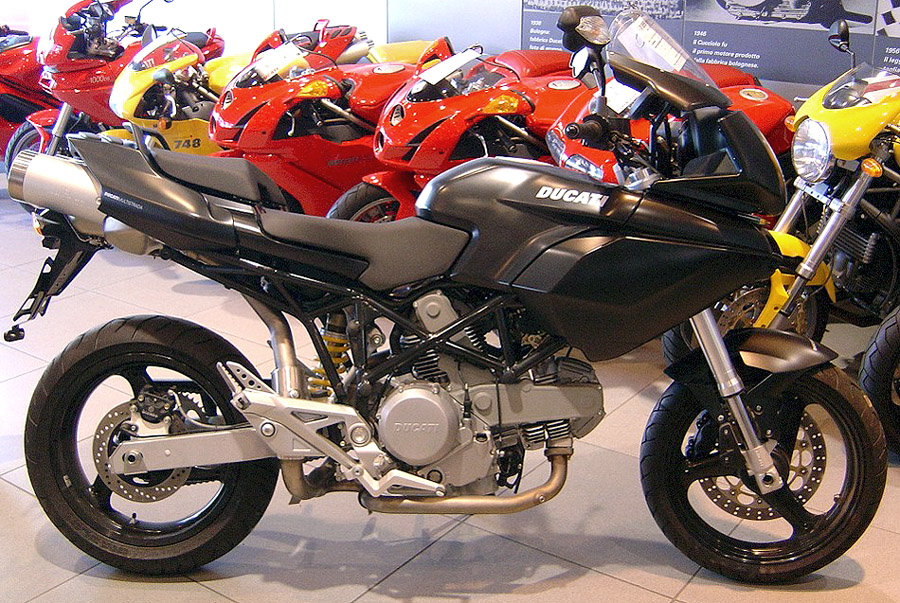
멀티스트라다 620 cc 버전

엔트리 레벨 멀티스트라다는 더블 사이드 "몬스터" 스타일 스윙 암, 통합 다이캐스트 전후방 발판, 3스포크 합금 휠과 같은 여러 개별 구성 요소를 특징으로 한다. 가장 저렴한 멀티스트라다는 620 다크로, 무광 검정 색상과 단일 320 mm 전면 디스크를 갖추고 있다. 동일하게 보이지만 실제로는 다른 부품들도 있다. 예를 들어 연료 탱크는 1000 모델과 동일한 크기이지만, 설계 간소화로 인해 15리터만 채워지며, 짧은 거리를 주행하고 다시 주유해야만 20리터 전체 용량을 채울 수 있다. 온보드 컴퓨터 기능이 없는 단순화된 계기판도 마찬가지이다. 모든 차체 패널은 1000 및 1100 모델과 동일하지만, 잠금 기능이 있는 오른쪽 전면 글러브 박스는 620 모델에는 포함되어 있지 않다 (원하는 경우 잠금 버전을 나중에 장착할 수 있다).
프레임은 멀티스트라다 1000 DS 프레임만큼 크지만, 후면은 다르다. 싱글 사이드 스윙 암이 더블 사이드 스윙 암으로 교체되었기 때문이다. 서스펜션은 마르조키 43 mm 업사이드 다운 전면 포크와 조절 가능한 프리로드 및 리바운드가 있는 삭스 후면 모노쇼크를 특징으로 한다. 브레이크 시스템은 후면 디스크와 두 개의 300 mm 전면 디스크를 갖추고 있으며, 새로운 전면 마스터 실린더에 의해 작동되는 플로팅 캘리퍼가 장착되어 있다.
620에는 APTC 습식 클러치가 있다. 두카티에 따르면, 습식 클러치는 레버 작동 노력을 줄여 점진적인 연결을 보장하며, 공격적인 다운시프트 시 뒷바퀴가 잠기거나 채터링하는 경향을 줄이기 위해 레이싱에서 파생된 "슬리퍼" 장치를 포함한다.

## 역사

### 2003년~2004년
2003년에 판매된 첫 번째 버전은 1,000 cc 엔진을 가졌지만, 2005년에는 더 작은 620 cc 버전이 도입되었다. 2003년형 멀티스트라다 모델은 주로 시트 때문에 비판을 많이 받았는데, 모터사이클리스트 매거진은 "비닐 덮인 합판"이라고 묘사했고, 윈드스크린은 과도한 난류를 유발했다.

### 2005년~2006년
2005년, 1000DS 멀티스트라다는 개선된 사이드 스탠드 (2003-2004년 사이드 스탠드는 너무 짧아 오토바이가 우발적으로 넘어지기 쉬웠다), 더 부드러운 패딩과 덜 각진 형태로 재설계된 시트, 더 나은 시야를 위해 더 길어진 스템의 개선된 미러를 받았고, 2003-2004년 모델 연도의 선택 사양이었던 투어링 스크린이 표준이 되었다. 2005년에는 올린즈 서스펜션, 검은색 휠, 카본 파이버 벨트 커버 및 전면 흙받이가 장착된 1000DS S 모델도 출시되었다. S 모델에는 진동을 줄이고 핸들링을 개선한다고 알려진 알루미늄 오버사이즈 핸들바도 포함되었다.

### 2007년
2007년에 1,000 cc 엔진은 1,100 cc 엔진으로 교체되었는데, 이는 추가로 5 ft·lbf (6.8 N·m)의 토크를 생산한다고 주장되었으며, 620 모델은 단종되었다. S 모델과 스탠더드 모델 모두 검은색 휠을 장착했지만, 스탠더드 모델의 서스펜션은 이전 연도의 쇼와 부품에서 마르조키 전면 포크와 삭스 후면 쇼크로 변경되었다. S 모델을 더욱 매력적으로 만들기 위해, 전후방에 완전히 조절 가능한 올린즈 서스펜션이 장착되었다. 두카티는 또한 연료 게이지 정확도를 개선하고, 라이더 피로를 줄이기 위해 진동 격리 핸들바를 도입했다고 주장했다. 1,000 cc 모델의 개방형 FI 시스템은 폐쇄형 연료 분사 시스템으로 대체되었고, 특징적인 건식 클러치는 일반적인 습식 클러치로 교체되었다. 두카티는 또한 밸브 조정 간격을 6,000 to 7,000 마일 (9,700 to 11,300 km)로 늘려 유지 보수 비용을 50% 절감했다고 주장했다.

### 2008년~2009년
2008년에 오토바이는 두카티 1098의 그래픽과 더 유사한 글꼴로 바뀌는 데칼의 작은 조정이 있었다. 폐쇄 루프 FI 시스템도 더 세련되도록 미세 조정되었다. 또한 엔진이 시동되지 않으면 60초 후에 꺼지는 조명 타이머 스위치(조명은 점화와 함께 켜지며 끄는 스위치가 없다)를 얻어 배터리 수명을 늘리는 데 도움이 되었다. 2003년 모델 출시 이후부터 표준이었던 공장 장착 이모빌라이저는 더 나은 보안을 위해 그대로 유지되었다.
1100s 모델은 올린즈 서스펜션이 장착되었다.

### 2010년
EICMA 2009년 밀라노에서 멀티스트라다 1200이라는 새로운 모델이 발표되었다. 이 모델에는 스로틀 바이 와이어, 두카티 1198 스포츠 바이크의 1,200 cc 수랭식 엔진의 성능 저하 버전, 그리고 선택 사양으로 전자적으로 조절 가능한 서스펜션이 포함된다.

### 2015년
3세대 멀티스트라다에서 두카티는 특히 160 HP와 136 Nm의 토크를 가진 테스타스트레타 DVT를 포함하는 엔진 역학에 중점을 두었다. 이 엔진은 흡기 및 배기 밸브 모두 타이밍을 변경할 수 있는 이중 가변 타이밍(Double Variable Timing)을 갖추고 있다. 이후 디아벨에 사용된 새로운 엔진인 1262cc 테스타스트레타 11° DVT로 업데이트되었다.

### 2021년
2021년형은 4세대를 선보이며 중요한 혁신을 가져온다. 가장 분명한 것은 새로운 1158 cm3, 10,500 rpm에서 170 HP를 내는 V4 그란투리스모 엔진이다. 이 엔진은 4기통으로, 기존의 데스모드로믹 밸브 트레인을 버리고 더 고전적인 스프링 리턴 밸브를 채택했다. V4 그란투리스모 엔진은 공회전 시 후방 뱅크 비활성화를 채택하여 실린더에서 연소가 발생하지 않도록 하여 연비를 줄이고 낮은 온도로 인해 열적 쾌적성을 향상시킨다. 프레임도 강철 튜브 트렐리스에서 알루미늄 모노코크로 혁신되었다. 이전 엔듀로 및 950 모델에서 이미 보았듯이, 이중 스윙암과 19인치 전면 휠이 전체 라인업에 채택되었다. V4에서는 서스펜션이 완전히 조절 가능한 마르조키 기계식이며, V4 S는 자동 높이 조절 기능이 있는 두카티 스카이훅 세미 액티브 서스펜션 에볼루션을 갖추고 있다. 전후방 레이더를 특징으로 하는 ARAS 시스템은 절대적인 첫 번째이며, 이를 통해 어댑티브 크루즈 컨트롤 및 사각지대 감지가 가능하다.
2022년형 모델부터는 파이크스 피크 트림 레벨이 다시 돌아오는데, 이제 나머지 라인업과 확연히 다르다. 이 모델의 스포티한 특징은 새로운 단면 스윙암 (V4에서는 처음 등장)과 17인치 전면 휠을 포함하며, 휠베이스, 트레일, 스티어링 헤드 레이크, 높아진 발판, 좁아진 핸들바에 대한 특정 지오메트리와 결합된다. 또한, "엔듀로" 모드 대신 "레이스" 구성이 멀티스트라다에 처음으로 등장하며, 서킷 주행에 권장되는 모드이다. 새로운 올린즈 스마트 EC 2.0 전자 서스펜션, 승인된 아크라포빅 티타늄 및 카본 소음기, 단조 알루미늄 림, 그리고 흙받이 및 전면부와 같은 다양한 카본 레이싱 디테일이 오토바이의 경량화를 위해 사용되었다. 또한 2022년에는 V4 버전의 랠리 버전이 공개되었는데, 이 버전은 여행에 특화되어 있으며, 200 mm로 늘어난 트래블의 세미 액티브 서스펜션, 오프로드 사용에 특화된 파워 모드, 라이더, 승객, 짐 구성 변경에 따라 일정한 설정을 보장하는 자동 레벨링 기능, 그리고 새로운 30리터 알루미늄 연료 탱크를 갖추고 있다.

### 2022년
두카티 멀티스트라다 V2는 2022년 모델 연도에 멀티스트라다 950을 대체했다. 937 cc V-트윈 엔진을 탑재했으며, 이전 모델보다 가벼운 489 파운드 (222 kg)의 무게를 자랑한다.